# 阿尔苏
阿尔苏（Alsou，1983年6月27日—），全名阿尔苏·热力甫克孜·阿布拉莫娃（俄语：Алсу́ Рали́фовна Абрамова），俄羅斯歌手和演員。

## 出生
阿尔苏的父亲热力甫·拉里佛维奇·萨芬(Ralif Rafilovich Safin)是俄罗斯富翁，其母亲是一位建筑师。她有一个弟弟雷纳德和一个哥哥马拉提。

## 職業生涯
当阿尔苏一岁的时候，全家从鞑靼斯坦搬到西伯利亚，八岁之前，她一直和祖母生活在一起。后来她又生活在莫斯科和纽约，最后去了伦敦。
2015年受邀為迪士尼真人電影《仙履奇緣》演唱俄文版主題曲「Твой сон(你的夢想)」(原曲為Sonna Rele演唱的Strong)。

## 外部連結
- 阿尔苏官方网站 （页面存档备份，存于）
- Template:Music.yandex.ru
- Международный сайт фанов Алсу